# Cristian Sánchez Prette
Cristian Nicolas Sanchez Prette est un footballeur argentin. Il occupe généralement le poste de milieu ua Newell's Old Boys en prêt de CFR Cluj de Roumanie.

## Biographie
Il est né le 18 juillet 1985 à Rio Cuarto, en Argentine. Il mesure 1,77 m et a une masse de 76 kg.

## Carrière
- 2004-2008 :  Huracan
- 2008- :  Cluj
- Estudiantes LP (prêt)
- Newell's Old Boys (prêt)[1]